# Mostrach
Mostrach ist ein Gemeindeteil der Kreisstadt Kronach im Landkreis Kronach (Oberfranken, Bayern).

## Geographie
Der Weiler liegt auf der Anhöhe Sternberg in einer Waldlichtung. Ein Anliegerweg führt nach Kronach zur Bundesstraße 173 (1,8 km nördlich) bzw. nach Wüstbuch (1,5 km südöstlich).

## Geschichte
Gegen Ende des 18. Jahrhunderts bestand Mostrach aus 2 Anwesen. Das Hochgericht übte das bambergische Centamt Stadtsteinach aus. Grundherren waren das Spital Kronach (1 Hof) und die Apostelmeßstiftung Kronach (1 Hof).
Mit dem Ersten Gemeindeedikt wurde Mostrach dem 1808 gebildeten Steuerdistrikt und der im gleichen Jahr gebildeten Munizipalgemeinde Kronach zugewiesen.

### Baudenkmäler
- Bildstockfragment
- Bildstockaufsatz

### Einwohnerentwicklung
| Jahr      | 001818 | 001861 | 001871 | 001885 | 001900 | 001925 | 001950 | 001961 | 001970 | 001987 |
| Einwohner | 8      | 16     | *      | *      | 26     | 24     | 20     | 17     | 10     | 11     |
| Häuser    | 2      |        |        | *      | 4      | 4      | 4      | 5      |        | 4      |
| Quelle    | [ 5 ]  | [ 7 ]  | [ 8 ]  | [ 9 ]  | [ 10 ] | [ 11 ] | [ 12 ] | [ 13 ] | [ 14 ] | [ 1 ]  |

## Religion
Der Ort ist römisch-katholisch geprägt und nach St. Johannes der Täufer (Kronach) gepfarrt.